# John McVie
John Graham McVie (ur. 26 listopada 1945 w Londynie) – brytyjski gitarzysta basowy, członek grupy rockowej Fleetwood Mac.
W początkowym okresie działalności muzycznej występował w zespole John Mayall Bluesbreakers, gdzie grał m.in. z Erikiem Claptonem, Peterem Greenem i Mickiem Fleetwoodem. Z tymi dwoma ostatnimi założył w 1967 grupę Fleetwood Mac.
Był mężem Christine McVie z domu Perfect, długoletniej wokalistki Fleetwood Mac. W roku 1998 wraz z zespołem został wprowadzony do prestiżowego grona Rock and Roll Hall of Fame.

## Dyskografia
Z Fleetwood Mac
- 1968 – Fleetwood Mac
- 1968 – Mr. Wonderful
- 1969 – Then Play On
- 1970 – Kiln House
- 1971 – Future Games
- 1972 – Bare Trees
- 1973 – Penguin
- 1973 – Mystery to Me
- 1974 – Heroes Are Hard to Find
- 1975 – Fleetwood Mac
- 1977 – Rumours
- 1979 – Tusk
- 1980 – Live
- 1982 – Mirage
- 1987 – Tango in the Night
- 1988 – Greatest Hits
- 1990 – Behind the Mask
- 1995 – Time
- 1997 – The Dance
- 2003 – Say You Will

Z John Mayall Bluesbreakers
- 1965 – John Mayall Plays John Mayall
- 1966 – Blues Breakers with Eric Clapton
- 1967 – A Hard Road
- 1967 – Crusade

Albumy solowe
- 1992 – John McVie’s “Gotta Band” with Lola Thomas